# Guioa crenulata
Guioa crenulata är en kinesträdsväxtart som beskrevs av Ludwig Radlkofer. Guioa crenulata ingår i släktet Guioa och familjen kinesträdsväxter. Inga underarter finns listade i Catalogue of Life.